# الحنشه
الحنشه (به عربی: الحنشة) یک منطقهٔ مسکونی در تونس است که در استان صفاقس واقع شده‌است. الحنشه ۷٬۵۹۴ نفر جمعیت دارد.